# Habenaria johannensis
Habenaria johannensis är en orkidéart som beskrevs av João Barbosa Rodrigues. Habenaria johannensis ingår i släktet Habenaria och familjen orkidéer. Inga underarter finns listade i Catalogue of Life.